# ليونارد بويل
ليونارد بويل (بالإنجليزية: Leonard Boyle)‏ هو كاهن كاثوليكي نيوزلندي، ولد في 30 نوفمبر 1930 في Nightcaps, New Zealand ‏ في نيوزيلندا، وتوفي في 1 يونيو 2016 في دنيدن في نيوزيلندا.